# Nearcha pseudophaes
Nearcha pseudophaes är en fjärilsart som beskrevs av Oswald Beltram Lower 1893. Nearcha pseudophaes ingår i släktet Nearcha och familjen mätare. Inga underarter finns listade i Catalogue of Life.